# Lucanus mingyiae
Lucanus mingyiae là một loài bọ cánh cứng trong họ Lucanidae. Loài này được Huang mô tả khoa học năm 2010.